# Narciarstwo dowolne na Zimowych Igrzyskach Olimpijskich 2014 – slopestyle mężczyzn
Slopestyle mężczyzn – druga z konkurencji rozgrywanych w ramach narciarstwa dowolnego na Zimowych Igrzyskach Olimpijskich w Soczi. Zawodnicy rywalizowali 13 lutego na trasie Rosa Style w ośrodku sportów ekstremalnych Ekstrim-park Roza Chutor, umiejscowionym w Krasnej Polanie.
Był to debiut tej konkurencji na igrzyskach olimpijskich. Tym samym pierwszym w historii zimowych igrzysk olimpijskich mistrzem olimpijskim w slopestyle'u został Amerykanin Joss Christensen, srebrny medal wywalczył jego rodak Gus Kenworthy, natomiast brązowy medal powędrował również do Amerykanina Nicholasa Goeppera.

## Terminarz
| Data      | Konkurencja  | Godzina rozpoczęcia | Godzina rozpoczęcia |
| Data      | Konkurencja  | Czas CET            | Czas lokalny        |
| --------- | ------------ | ------------------- | ------------------- |
| 13 lutego | Kwalifikacje | 7:15                | 10:15               |
| 13 lutego | Finały       | 10:30               | 13:30               |

## Tło
| Data                                                                               | Miejscowość                                                                        | Zwycięzca                                                                          | Drugi                                                                              | Trzeci                                                                             | Źródło                                                                             |
| Wyniki slopestyle podczas zawodów Pucharu Świata w narciarstwie dowolnym 2013/2014 | Wyniki slopestyle podczas zawodów Pucharu Świata w narciarstwie dowolnym 2013/2014 | Wyniki slopestyle podczas zawodów Pucharu Świata w narciarstwie dowolnym 2013/2014 | Wyniki slopestyle podczas zawodów Pucharu Świata w narciarstwie dowolnym 2013/2014 | Wyniki slopestyle podczas zawodów Pucharu Świata w narciarstwie dowolnym 2013/2014 | Wyniki slopestyle podczas zawodów Pucharu Świata w narciarstwie dowolnym 2013/2014 |
| ---------------------------------------------------------------------------------- | ---------------------------------------------------------------------------------- | ---------------------------------------------------------------------------------- | ---------------------------------------------------------------------------------- | ---------------------------------------------------------------------------------- | ---------------------------------------------------------------------------------- |
| 25 sierpnia                                                                        | Cardrona                                                                           | Nicholas Goepper                                                                   | James Woods                                                                        | Russell Henshaw                                                                    | [ 2 ]                                                                              |
| 21 grudnia                                                                         | Copper Mountain                                                                    | Andreas Håtveit                                                                    | Nicholas Goepper                                                                   | Russell Henshaw                                                                    | [ 3 ]                                                                              |
| 10 stycznia                                                                        | Breckenridge                                                                       | Bobby Brown                                                                        | Jesper Tjäder                                                                      | Kai Mahler                                                                         | [ 4 ]                                                                              |
| 18 stycznia                                                                        | Gstaad                                                                             | Josiah Wells                                                                       | Jesper Tjäder                                                                      | Fabian Bösch                                                                       | [ 5 ]                                                                              |
| Wyniki slopestyle na mistrzostwach świata 2011                                     |                                                                                    |                                                                                    |                                                                                    |                                                                                    |                                                                                    |
| 3 lutego                                                                           | Deer Valley                                                                        | Alex Schlopy                                                                       | Sam Carlson                                                                        | Russell Henshaw                                                                    | [ 6 ]                                                                              |
| Wyniki slopestyle na mistrzostwach świata 2013                                     |                                                                                    |                                                                                    |                                                                                    |                                                                                    |                                                                                    |
| 9 marca                                                                            | Voss                                                                               | Thomas Wallisch                                                                    | James Woods                                                                        | Nicholas Goepper                                                                   | [ 7 ]                                                                              |

## Wyniki

### Kwalifikacje
| Pozycja | Nr | Zawodnik               | Reprezentacja     | Zjazdy | Zjazdy | Najlepszy | Uwagi |
| Pozycja | Nr | Zawodnik               | Reprezentacja     | 1      | 2      | Najlepszy | Uwagi |
| ------- | -- | ---------------------- | ----------------- | ------ | ------ | --------- | ----- |
| 1.      | 34 | Joss Christensen       | Stany Zjednoczone | 91,00  | 93,20  | 93,20     | Q     |
| 2.      | 9  | Andreas Håtveit        | Norwegia          | 88,00  | 87,40  | 88,00     | Q     |
| 3.      | 7  | James Woods            | Wielka Brytania   | 87,20  | 40,00  | 87,20     | Q     |
| 4.      | 1  | Nicholas Goepper       | Stany Zjednoczone | 14,80  | 87,00  | 87,00     | Q     |
| 5.      | 8  | Gus Kenworthy          | Stany Zjednoczone | 86,40  | 85,80  | 86,40     | Q     |
| 6.      | 14 | Alex Beaulieu-Marchand | Kanada            | 20,00  | 85,60  | 85,60     | Q     |
| 7.      | 5  | Russell Henshaw        | Australia         | 84,60  | 83,40  | 84,60     | Q     |
| 8.      | 30 | Øystein Bråten         | Norwegia          | 79,20  | 84,20  | 84,20     | Q     |
| 9.      | 15 | Aleksander Aurdal      | Norwegia          | 67,00  | 83,80  | 83,80     | Q     |
| 10.     | 4  | Josiah Wells           | Nowa Zelandia     | 82,80  | 83,40  | 83,40     | Q     |
| 11.     | 25 | Henrik Harlaut         | Szwecja           | 29,20  | 83,20  | 83,20     | Q     |
| 12.     | 3  | Bobby Brown            | Stany Zjednoczone | 3,40   | 83,00  | 83,00     | Q     |
| 13.     | 17 | Antti Ollila           | Finlandia         | 81,40  | 31,60  | 81,40     |       |
| 14.     | 26 | Luca Tribondeau        | Austria           | 80,20  | 80,80  | 80,80     |       |
| 15.     | 31 | Markus Eder            | Włochy            | 11,80  | 79,00  | 79,00     |       |
| 16.     | 11 | Kai Mahler             | Szwajcaria        | 76,20  | 29,00  | 76,20     |       |
| 17.     | 28 | Per Kristian Hunder    | Norwegia          | 15,60  | 75,40  | 75,40     |       |
| 18.     | 16 | Oscar Wester           | Szwecja           | 72,80  | 28,80  | 72,80     |       |
| 19.     | 27 | Jérémy Pancras         | Francja           | 68,00  | 69,40  | 69,40     |       |
| 20.     | 36 | Benedikt Mayr          | Niemcy            | 67,60  | 7,20   | 67,60     |       |
| 21.     | 35 | Beau-James Wells       | Nowa Zelandia     | 36,00  | 66,60  | 66,60     |       |
| 22.     | 13 | Elias Ambühl           | Szwajcaria        | 58,00  | 65,80  | 65,80     |       |
| 23.     | 10 | Fabian Bösch           | Szwajcaria        | 11,80  | 63,00  | 63,00     |       |
| 24.     | 2  | Jesper Tjäder          | Szwecja           | 61,00  | 14,20  | 61,00     |       |
| 25.     | 32 | Otso Räisänen          | Finlandia         | 59,60  | 56,20  | 59,60     |       |
| 26.     | 39 | Marek Skála            | Czechy            | 51,60  | 54,60  | 54,60     |       |
| 27.     | 29 | Antoine Adelisse       | Francja           | 54,20  | 50,40  | 54,20     |       |
| 28.     | 40 | Pawieł Korpaczow       | Rosja             | 46,40  | 43,60  | 46,40     |       |
| 29.     | 37 | Lauri Kivari           | Finlandia         | 45,80  | 2,80   | 45,80     |       |
| 30.     | 38 | Jules Bonnaire         | Francja           | 2,20   | 40,00  | 40,00     |       |
| 31.     | 33 | Aleksi Patja           | Finlandia         | 10,80  | 12,00  | 12,00     |       |
| 32.     | 20 | Luca Schuler           | Szwajcaria        | 6,80   | 5,20   | 6,80      |       |

### Finał
| Pozycja | Nr | Zawodnik               | Reprezentacja     | Zjazdy | Zjazdy | Najlepszy |
| Pozycja | Nr | Zawodnik               | Reprezentacja     | 1      | 2      | Najlepszy |
| ------- | -- | ---------------------- | ----------------- | ------ | ------ | --------- |
| 01 !    | 34 | Joss Christensen       | Stany Zjednoczone | 95,80  | 93,80  | 95,80     |
| 02 !    | 8  | Gus Kenworthy          | Stany Zjednoczone | 31,00  | 93,60  | 93,60     |
| 03 !    | 1  | Nicholas Goepper       | Stany Zjednoczone | 92,40  | 61,80  | 92,40     |
| 4.      | 9  | Andreas Håtveit        | Norwegia          | 89,60  | 91,80  | 91,80     |
| 5.      | 7  | James Woods            | Wielka Brytania   | 86,60  | 78,40  | 86,60     |
| 6.      | 25 | Henrik Harlaut         | Szwecja           | 83,80  | 84,40  | 84,40     |
| 7.      | 15 | Aleksander Aurdal      | Norwegia          | 70,00  | 81,80  | 81,80     |
| 8.      | 5  | Russell Henshaw        | Australia         | 80,40  | 28,80  | 80,40     |
| 9.      | 3  | Bobby Brown            | Stany Zjednoczone | 29,20  | 78,40  | 78,40     |
| 10.     | 30 | Øystein Bråten         | Norwegia          | 66,40  | 65,80  | 66,40     |
| 11.     | 4  | Josiah Wells           | Nowa Zelandia     | 60,60  | 50,00  | 60,60     |
| 12.     | 14 | Alex Beaulieu-Marchand | Kanada            | 5,00   | 21,40  | 21,40     |